# Raymonde Bonnetain
Raymonde Bonnetain, née Marie Blanche Ogé le 20 juillet 1868 à Mainz-Kastel et morte le 22 mars 1913 dans le 16e arrondissement de Paris, est une exploratrice et écrivaine française.
Elle est connue par le récit qu'elle fait de son voyage au Soudan français, devenant la première française à atteindre, en 1893, les rives du Niger.

## Biographie
Raymonde Ogé épouse Paul Bonnetain le 12 juillet 1888 à Arcueil. Elle est lors du mariage la mère d'une petite fille de 3 ans nommée Renée.
Raymonde Bonnetain accompagne Paul Bonnetain son mari, en mission officielle au Soudan français (Sénégal, Mali, Guinée).
Elle rédige son journal qui sera publié sous le titre Une française au Soudan, sur la route de Tombouctou, du Sénégal au Niger. Au-delà d'un récit de voyage, le journal de Raymonde Bonnetain analyse la pratique coloniale,,.
Les photos de la présence au Soudan français de la famille Bonnetain sont conservées à la bibliothèque Marguerite Durand et ont été numérisées, tout comme la première édition de son journal (1894).

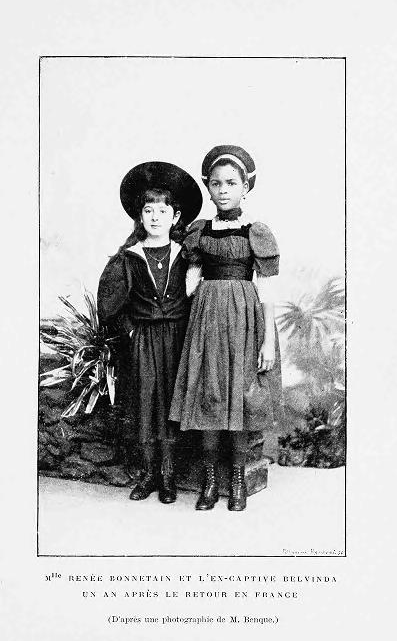
Mlle Renée Bonnetain et l'ex-captive Belvinda un an après le retour en France- gravure tirée du livre Une française au Soudan.
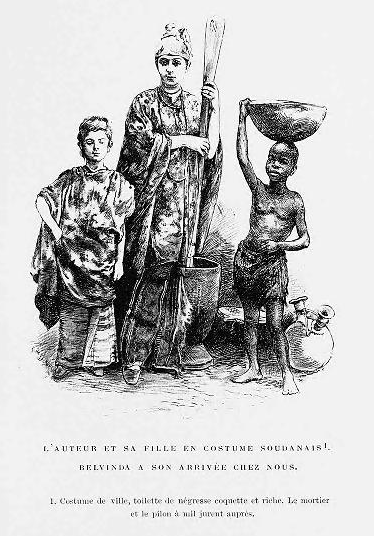
Raymonde Bonnetain et sa fille Renée avec Belvinda, esclave achetée et affranchie par Raymonde Bonnetain.

## Publications
- Raymonde Bonnetain et Jean-Marie Seillan, Une Française au Soudan: sur la route de Tombouctou, du Sénégal au Niger, l'Harmattan, coll. « Autrement mêmes », 2007 (ISBN 978-2-296-04189-9).